# 2017年至2018年英格蘭足球聯賽盃
2017年至2018年英格蘭足球冠軍聯賽為英格蘭足球聯賽盃第58个赛季。该次联赛面向参与了英格兰足球超级联赛及英格兰足球联赛的全部92个俱乐部。又因其当前赞助商为卡拉宝能量饮料，故也称“卡拉宝杯”。此次联赛决赛于伦敦温布利球场举行。
曼彻斯特城足球俱乐部在决赛中以3比0击败阿森纳足球俱乐部，获得了其第五个冠军。
曼徹斯特聯足球俱樂部为卫冕冠军，但在第五轮比赛中遭布里斯托尔城足球俱乐部击败，被淘汰出局。